# Corybas koresii
Corybas koresii är en orkidéart som beskrevs av Pieter van Royen. Corybas koresii ingår i släktet Corybas, och familjen orkidéer. Inga underarter finns listade i Catalogue of Life.